# آل یاکوینتا
آل یاکوینتا (انگلیسی: Al Iaquinta؛ زادهٔ ۳۰ آوریل ۱۹۸۷) ورزشکار هنرهای رزمی ترکیبی اهل ایالات متحده آمریکا است. وی بین سال‌های ۲۰۰۹ تا ۲۰۲۱ میلادی فعالیت می‌کرد.
یاکوئینتا، رزمی‌کار حرفه‌ای سابق آمریکایی است که در بخش سبک وزن مسابقات قهرمانی مبارزه نهایی (سازمان یواف‌سی) رقابت می‌کرد و یک بار نیز برای کمربند قهرمانی سبک وزن رقابت کرده بود. یاکوئینتا از سال ۲۰۰۹ به عنوان یک مبارز حرفه‌ای ام‌ام‌ای فعالیت می‌کند و از سال ۲۰۱۲ با یواف‌سی قرارداد بسته است.